# Zhou Fang
Zhou Fang (周昉; ca. 730–800) was een Chinees kunstschilder uit de Tang-periode. Zijn omgangsnamen waren Zhonglang (仲朗) en Jingxuan (景玄). Zhou was een inwoner van de Tang-hoofdstad Chang'an, het huidige Xi'an.
Mogelijk was Zhou van adellijke afkomst. Hij was een hofschilder aan het keizerlijk hof en schilderde in opdracht allerlei religieuze taferelen. Zhou is echter vooral bekend om zijn afbeeldingen van hofdames, zoals de aan hem toegeschreven handrollen Hofdames met gebloemde hoofdtooien en Hofdame met bedienden. Deze werken getuigen van psychologisch inzicht. De elegant geklede vrouwen die volledig opgaan in hun vermaken geven een idee van het hofleven van die tijd.
Zhou's schilderkunst was beïnvloed door de gedetailleerde gongbi-stijl van Gu Kaizhi (ca. 344–406) en Lu Tanwei (actief: 465–472). Zijn tijdgenoot Zhang Xuan (713–755) had echter de grootste invloed op zijn werk. Zhou werkte met veel literati en kwam zo in aanraking met Zhang. Van hem kopieerde Zhou een groot aantal schildertechnieken. Het werk van de twee lijkt zo sterk op elkaar, dat kenners op de kleine kleurverschillen van de hofdames letten om het te kunnen identificeren.
- Union List of Artist Names: 500328538
- Virtual International Authority File: 254324144